# ولاواته
ولاواته (به لاتین: Wellawatte) یک منطقهٔ مسکونی در سری‌لانکا است که در ناحیه کلمبو واقع شده‌است.